# Аве, Мартин
Марти́н Аве́ (фр. Martine Havet; 1950 — 13 января 2015) — французская актриса и певица.
Мартин Аве — дочь импресарио Марселя Аве известна прежде всего как исполнительница роли 8-летней Козетты в фильме Жана-Поля Ле Шануа «Отверженные», снятого по одноимённому роману Виктора Гюго и вышедшего на экраны в 1958 году. Партнёрами Мартин по фильму были Жан Габен (в роли Жана Вальжана) и Бурвиль (в роли Тенардье). В последовавшие за выходом «Отверженных» несколько лет она также снялась ещё в нескольких детских ролях в кино, среди которых наиболее известен фильм «Дорога школяров» Мишеля Буарона (1959).
В 1960-х годах выпустила дюжину музыкальных мини-альбомов.
Вновь привлекла к себе внимание публики через пару десятилетий, в 1980 году, когда в составе группы Profil представляла Францию на конкурсе «Евровидение» в Гааге, на котором заняла 11 место.
Скончалась в ночь с 13 на 14 января 2015 года в доме престарелых под Парижем от почечной недостаточности.